# Боґуше (Вармінсько-Мазурське воєводство)
Боґуше (пол. Bogusze) — село в Польщі, у гміні Простки Елцького повіту Вармінсько-Мазурського воєводства.
У 1975—1998 роках село належало до Сувальського воєводства.